# Graphogaster nigrescens
Graphogaster nigrescens là một loài ruồi trong họ Tachinidae.